# Der fünfte Reiter
Der fünfte Reiter ist ein Roman der Schriftsteller Larry Collins und Dominique Lapierre aus dem Jahr 1980.

## Handlung
Im Weißen Haus in Washington, D.C. geht anonym eine Nachricht ein. Eine Skizze eines Apparates entpuppt sich nach Prüfung als die Blaupause einer Wasserstoffbombe. Die Funktionsfähigkeit wird bestätigt, indem die von Muammar al-Gaddafi angekündigte Testexplosion in der Wüste Libyens von der amerikanischen Regierung beobachtet wird. Das wird kommentiert mit den Worten, dass ein 5.  Apokalyptischer Reiter zu den vier biblischen hinzugekommen sei, nämlich Gaddafi.
Die Forderung ist, dass alle Siedlungen Israels im Westjordanland geräumt werden sollen, andernfalls werde nach 36 Stunden eine Wasserstoff-Bombe in New York City explodieren. Ein „Spiel“ auf Leben und Tod beginnt, bei dem beide Seiten zum äußersten entschlossen sind. Der Fanatismus Gaddafis und seiner Terroristen steht gegen den gigantischen Apparat der USA. Zunächst starten die Israelis, deren Geheimdienst die Testexplosion bemerkt hat, sofort (innerhalb von 30 Minuten) die Vorbereitungen zu einem Nuklearangriff auf Libyen. Dieser wird durch den amerikanischen Präsidenten verhindert, indem er der sowjetischen Führung die Absichten Israels übermittelt. Die Sowjets drohen daraufhin mit der Vernichtung Israels.
Die Auswirkung einer nuklearen Explosion der beobachteten Größe wird den fassungslosen Politikern von einem Militärexperten erklärt. 
In der folgenden Zeit bieten der amerikanische Präsident und seine Berater alles auf, um genug Zeit zu bekommen die Bombe zu finden. Eigene und ausländische Experten werden hinzugezogen um die Verhandlungen zu unterstützen. Parallel versucht der Präsident, die Israelis zum Rückzug zu bewegen. Als diese kategorisch ablehnen, wird das amerikanische Militär beauftragt, Israel anzugreifen und die Siedlungen zu räumen, was Krieg zwischen Israel und den USA bedeutet.
Eine Räumung der Stadt New York wird geprüft und deren Unmöglichkeit in drastischen Bildern geschildert. 
Zum Schluss wird die Bombe gefunden, und die Terroristen werden bei der Auseinandersetzung mit der Polizei getötet. 
Libyen und Israel richten ihre Waffen gegeneinander und ko-existieren in einem Gleichgewicht des Schreckens.

## Erfolg
Das Buch stand eine Woche lang im Jahr 1980 auf dem Platz 1 der Spiegel-Bestsellerliste.

## Französische und deutsche Version
In einer alternativen Version, die u. a. in Frankreich und Deutschland veröffentlicht wurde, bekommt Gaddafi eine Nachricht der USA, ein Zitat aus dem Koran, das ihm ankündigt, dass die USA ihn finden und töten werden. Carter lädt Menachem Begin und Gaddafi nach Camp David ein, um einen Friedensvertrag auszuhandeln und über das Schicksal der Palästinenser zu entscheiden.